# Olympische Jugend-Winterspiele 2024/Teilnehmer (Litauen)
| Gelbes Symbol für Goldmedaillen mit stilisierten Olympischen Ringen | Graues Symbol für Silbermedaillen mit stilisierten Olympischen Ringen | Braundes Symbol für Bronzemedaillen mit stilisierten Olympischen Ringen |
| ------------------------------------------------------------------- | --------------------------------------------------------------------- | ----------------------------------------------------------------------- |
| —                                                                   | —                                                                     | —                                                                       |

Litauen nahm an den Olympischen Jugend-Winterspielen 2024 in der südkoreanischen Provinz Gangwon mit 13 Athleten (7 Männer, 6 Frauen) teil.

## Teilnehmer nach Sportart

### Biathlon
| Athleten                                                                        | Wettbewerbe                           | Zeit        | Fehler         | Rang |
| ------------------------------------------------------------------------------- | ------------------------------------- | ----------- | -------------- | ---- |
| Frauen                                                                          |                                       |             |                |      |
| Emilija Mincevič                                                                | 6 km Sprint                           | 25:15,6 min | 3 (1+2)        | 60   |
| Emilija Mincevič                                                                | 10 km Einzel                          | 45:56,9 min | 4 (3+1+0+0)    | 61   |
| Rusnė Motiejūnaitė                                                              | 6 km Sprint                           | 29:18,9 min | 6 (3+3)        | 83   |
| Rusnė Motiejūnaitė                                                              | 10 km Einzel                          | 51:17,5 min | 9 (2+3+1+3)    | 84   |
| Austėja Pupelytė                                                                | 6 km Sprint                           | DNS         | DNS            | DNS  |
| Austėja Pupelytė                                                                | 10 km Einzel                          | 55:06,6 min | 6 (0+3+2+1)    | 88   |
| Männer                                                                          |                                       |             |                |      |
| Juozas Augustinavičius                                                          | 7,5 km Sprint                         | 24:09,3 min | 1 (1+0)        | 37   |
| Juozas Augustinavičius                                                          | 12,5 km Einzel                        | 47:40,9 min | 5 (1+1+2+1)    | 33   |
| Danielius Buchovskis                                                            | 7,5 km Sprint                         | 26:07,3 min | 4 (2+2)        | 73   |
| Danielius Buchovskis                                                            | 12,5 km Einzel                        | 51:38,7 min | 9 (2+3+2+2)    | 69   |
| Ignas Rakštelis                                                                 | 7,5 km Sprint                         | 25:38,9 min | 2 (0+2)        | 68   |
| Ignas Rakštelis                                                                 | 12,5 km Einzel                        | 53:35,1 min | 7 (2+3+1+1)    | 81   |
| Mixed                                                                           |                                       |             |                |      |
| Emilija Mincevič Juozas Augustinavičius                                         | Single-Mixed-Staffel (6 km + 7,5 km)  | 52:06,8 min | 6+13 (1+6 5+7) | 21   |
| Emilija Mincevič Rusnė Motiejūnaitė Juozas Augustinavičius Danielius Buchovskis | Mixed-Staffel (2 × 6 km + 2 × 7,5 km) | LAP         | LAP            | 18   |

### Freestyle-Skiing
| Athleten          | Wettbewerb | Qualifikation | Qualifikation | Finale        | Finale        | Rang |
| Athleten          | Wettbewerb | Punkte        | Rang          | Punkte        | Rang          | Rang |
| ----------------- | ---------- | ------------- | ------------- | ------------- | ------------- | ---- |
| Frauen            |            |               |               |               |               |      |
| Ugnė Paulavičiūtė | Slopestyle | 34,25         | 15            | ausgeschieden | ausgeschieden | 15   |
| Männer            |            |               |               |               |               |      |
| Pijus Baniulis    | Slopestyle | 65,00         | 11            | ausgeschieden | ausgeschieden | 11   |
| Pijus Baniulis    | Big Air    | 69,00         | 14            | ausgeschieden | ausgeschieden | 14   |

### Shorttrack
| Athleten            | Wettbewerb | Vorläufe     | Vorläufe | Viertelfinale | Viertelfinale | Halbfinale    | Halbfinale    | Finale A/B    | Finale A/B    | Rang |
| Athleten            | Wettbewerb | Zeit         | Rang     | Zeit          | Rang          | Zeit          | Rang          | Zeit          | Rang          | Rang |
| ------------------- | ---------- | ------------ | -------- | ------------- | ------------- | ------------- | ------------- | ------------- | ------------- | ---- |
| Frauen              |            |              |          |               |               |               |               |               |               |      |
| Valentina Levickytė | 500 m      | 49,057 s     | 4        | ausgeschieden | ausgeschieden | ausgeschieden | ausgeschieden | ausgeschieden | ausgeschieden | 31   |
| Valentina Levickytė | 1000 m     | 1:42,426 min | 4        | ausgeschieden | ausgeschieden | ausgeschieden | ausgeschieden | ausgeschieden | ausgeschieden | 31   |
| Valentina Levickytė | 1500 m     | —            | —        | 2:48,487 min  | 6             | ausgeschieden | ausgeschieden | ausgeschieden | ausgeschieden | 33   |

### Ski Alpin
| Athleten     | Wettbewerb         | Lauf 1  | Lauf 1 | Lauf 2      | Lauf 2 | Gesamt      | Gesamt |
| Athleten     | Wettbewerb         | Zeit    | Rang   | Zeit        | Rang   | Zeit        | Rang   |
| ------------ | ------------------ | ------- | ------ | ----------- | ------ | ----------- | ------ |
| Männer       |                    |         |        |             |        |             |        |
| Luca Poberai | Super-G            | —       | —      | —           | —      | 59,12 s     | 43     |
| Luca Poberai | Alpine Kombination | 58,73 s | 43     | 1:01,39 min | 29     | 2:00,12 min | 31     |
| Luca Poberai | Riesenslalom       | 53,00 s | 42     | 48,13 s     | 26     | 1:41,13 min | 28     |
| Luca Poberai | Slalom             | 53,34 s | 47     | 58,35       | 30     | 1:51,69 min | 30     |

### Skilanglauf
| Athleten         | Wettbewerb       | Zeit        | Rang |
| ---------------- | ---------------- | ----------- | ---- |
| Männer           |                  |             |      |
| Matas Gražys     | 7,5 km klassisch | 23:11,4 min | 50   |
| Daujotas Jonikas | 7,5 km klassisch | 24:21,7 min | 59   |

| Athleten         | Wettbewerb      | Qualifikation | Qualifikation | Viertelfinale | Viertelfinale | Halbfinale    | Halbfinale    | Finale        | Finale        | Rang |
| Athleten         | Wettbewerb      | Zeit          | Rang          | Zeit          | Rang          | Zeit          | Rang          | Zeit          | Rang          | Rang |
| ---------------- | --------------- | ------------- | ------------- | ------------- | ------------- | ------------- | ------------- | ------------- | ------------- | ---- |
| Männer           |                 |               |               |               |               |               |               |               |               |      |
| Daujotas Jonikas | Sprint Freistil | 3:19,61 min   | 39            | ausgeschieden | ausgeschieden | ausgeschieden | ausgeschieden | ausgeschieden | ausgeschieden | 38   |
| Matas Gražys     | Sprint Freistil | 3:25,19 min   | 50            | ausgeschieden | ausgeschieden | ausgeschieden | ausgeschieden | ausgeschieden | ausgeschieden | 49   |